# Madhupur

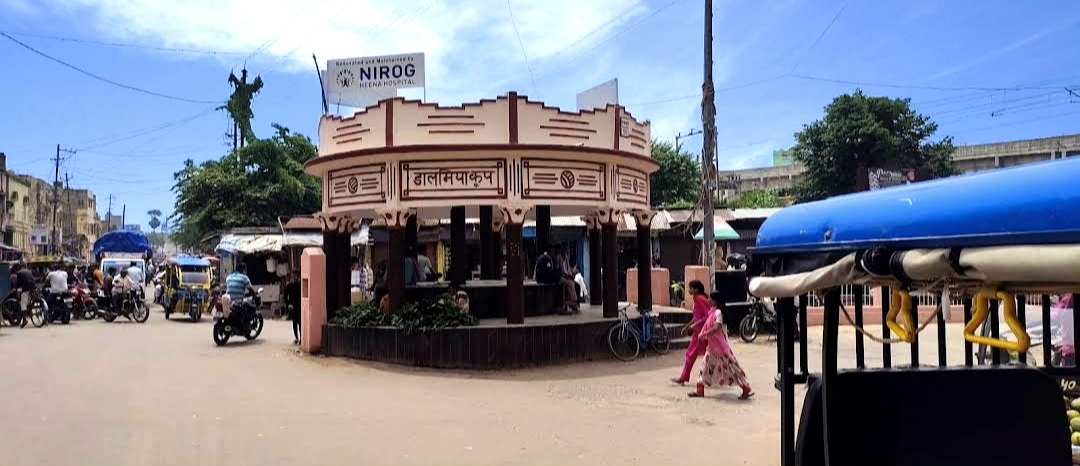
Madhupur (2023)

Madhupur (Hindi: मधुपुर, Madhupur) ist eine Kleinstadt im nordöstlichen Verwaltungsdistrikt Deoghar des indischen Bundesstaates Jharkhand. In Madhupur lebten zum Zeitpunkt des Zensus 2011 55.000 Einwohner. Die Stadt liegt 294 km östlich von Haora an der Bahnlinie nach Delhi und bildet den Ausgangspunkt einer eingleisigen Trasse ins 32 Kilometer entfernte Giridih.